# Reședința minorului
Locuința minorului (numită și reședința minorului) este la părinții săi. Pentru cazurile în care părinții locuiesc separat locuința copilului este acolo unde acesta are reședința statornică (unde petrece cel mai mult timp din an). În cazul în care părinții nu se înțeleg instanța de judecată decide locuința minorului indiferent în urma unui procesului de divorț sau în urma unui proces intentat de cel puțin unul dintre părinți, pentru stabilirea locuinței minorului. În situații excepționale locuința minorului poate fi stabilită la o altă persoană decât părinții acestuia.
Identificarea locuinței minorului este importantă deoarece, conform cu prevederile legale, domiciliul minorului este acolo unde acesta are locuința.

### Tipuri de aranjamente privitoare la locuința minorului
Aranjamentele privitoare la locuința minorului sunt strâns legate de tipul de custodie aleasă. În lume există mai multe aranjamente legate de locuința minorului. Astfel, în funcție de tipul de custodie aleasă locuința copilului poate fi stabilită la o adresa fizică unde locuiește unul dintre cei doi părinți, cazul custodiei unice ori a custodiei comune legale, sau la adresele fizice ale ambilor părinți în cazul custodiei comune fizice (locuinței alternante).
| “ | ... modelul care include numai un părinte (prevalent) ca permanent punct de referință al copilului, care este acoperă preponderent toate nevoile copilului, care ia toate deciziile și care este responsabil preponderent de îngrijirea copilului în timp de părintele celălalt este forțat doar să dea bani și are numai contacte sporadice cu copilul nu este adecvat nevoilor copilului. […] Ansamblul îngrijirii copilului trebuie să includă prezența ambilor părinți (cu punctele lor de vedere și locuințele lor diferite) care pot astfel garanta cel mai bine imparțialitatea procesului de educare și dezvoltare a copilului. Factorul care trebuie evaluat este dacă, în termeni de sănătate a copilului, este mai bine să sacrifice un timp scurt necesar transferului de la o locuință la alta pentru a petrece timp acasă la ambii părinți, decât să nu aibă oportunitatea de a-i avea pe ambii părinți ca punct de referință. | ” |
| — Conferința Ordinului Național al Psihologilor din Italia, audiere în Comisia Juridică a Senatului italian, din 8 noiembrie 2011 | |   |

### Locuința unică a copilului
Locuința unică este un aranjament prin care copilul locuiește majoritar cu unul dintre părinți. Acest părinte care găzduiește copilul în mod statornic este denumit părinte rezident în timp ce părintele care are dreptul de a găzdui copilul vremelnic (câteva zile din lună, în general) se numește părinte nerezident.
În România, în cazul custodiei unice, timpul petrecut de către copil în grija părintelui rezident este, în majoritatea cazurilor, de aproximativ un weekend din două în perioadele școlare  și de aproximativ jumătate din perioadele vacantelor școlare. Aceasta rezulta în aproximativ 75% din timp petrecut de către copil la locuința părintelui rezident și aproximativ 25% din timp petrecut de către copil cu părintele nerezident.
În cazul custodiei comune legale, timpul petrecut de copil în găzduirea vremelnică a părintelui nerezident este recomandată să crească până la aproximativ 40% pentru a da posibilitatea părintelui nerezident să poată să își îndeplinească într-o bază rezonabilă îndatoririle pe care autoritatea părintească exercitată în comun le implică. Acesta va implica faptul că minorul la dormi la părintele nerezident mai multe nopți pe lună dând posibilitatea părintelui în cauză să desfășoare împreună cu copilul activități specifice zilelor lucrătoare: cumpărături, pregătit lecții, implicare în activitățile extrașcolare ale copilului, condus copilul la unitatea de învățământ sau la controale medicale, etc.

### Locuința alternantă a copilului
Locuința alternantă este un aranjament prin care copilul locuiește perioade aproximativ egale de timp cu fiecare dintre cei doi părinți. Acest aranjament se întâlnește doar în cazul custodiei comune fizice. în această situație copilul are de fapt două locuințe  în care petrece, în baza alternantă, perioade aproximativ egale de timp. În această situație ambii părinți sunt părinți rezidenți, copilul petrecând 50% din timp cu fiecare dintre ei. Un astfel de aranjament de tip locuința alternanta este preferat în multe dintre țările europene, ca de pildă în Suedia și Franța, tari în care instanța poate să decidă în acest sens, în interesul superior al copilului, chiar și în situația în care unul dintre părinți se opune. În România acest tip de aranjament este posibil din punct de vedere legal dar se poate implementa doar în situația în care ambii părinți sunt de acord cu împărțirea egala timpului pe care minorul să îl petreacă la locuința fiecăruia dintre ei.. Exemple de implementare a custodiei comune fizice în alte țări:
- În Codul civil belgian, regula stabilită din anul 2006 este partajarea în proporție de 50% a locuinței stabilite pentru copil între cei doi părinți, dacă aceștia nu se înțeleg altfel. Unul dintre criteriile avute în vedere de jurisprudența belgiană în acordarea exercițiului autorității părintești unuia dintre părinți, criteriu utilizat și la stabilirea locuinței copilului, este așa-numitul „principiu californian”, care constă în capacitatea fiecăruia dintre părinți de a respecta drepturile părintești ale celuilalt.[6]
- Locuința alternană este de asemenea prezumată în Quebec în măsura în care părinții locuiesc relativ aproape unul de altul[7]
- Judecătorii francezi pot impune sentințe de tip locuință alternantă chiar și în cazul în care unul dintre părinți refuză un astfel de aranjament, în sensul că dorește ca copilul să locuiască exclusiv la sine.[8]
- În Suedia este în vigoare de asemenea o prezumție de locuința alternantă care a avut ca efect stimularea părinților de a se media în afara instanțelor.[2]

## Suportul legal internațional
| “ | Principiul 3:20 Locuința copilului: (1) În cazul în care autoritatea părintească sunt exercitate în comun, titularii acestora, dacă locuiesc separat ar trebui să se pună de acord cu privire la persoana cu care va locui copilul. (2) Copilul poate locui în mod alternativ cu titularii autorității părintești, fie ca urmare a unui acord aprobat de autoritatea competentă, fie a unei decizii luate de aceasta din urmă. Autoritatea competentă trebuie să aibă în vedere următorii factori: (a) vârsta și opinia copilului; (b) capacitatea și dorința titularilor responsabilităților parentale de a colabora unul cu celălalt cu privire la aspectele legate de copil, precum și situația lor personală; (c) distanța dintre locuințele titularilor autorității parentale și școala pe care o frecventează copilul. | ” |
| — Recomandare a Comisiei Europene privind Legislația Familiei - Principiile legislației europene privind autoritatea părintească | |   |